# Theodor Baillet de Latour

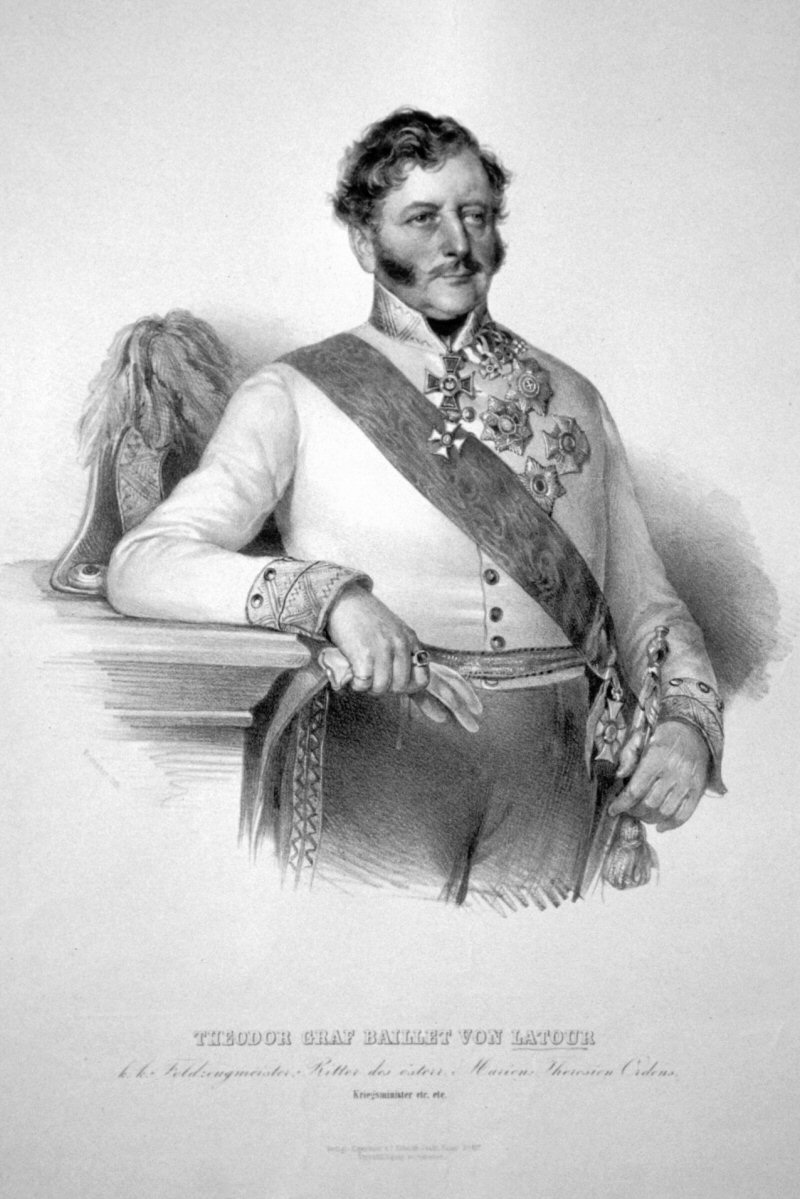
Graf Theodor Baillet de Latour

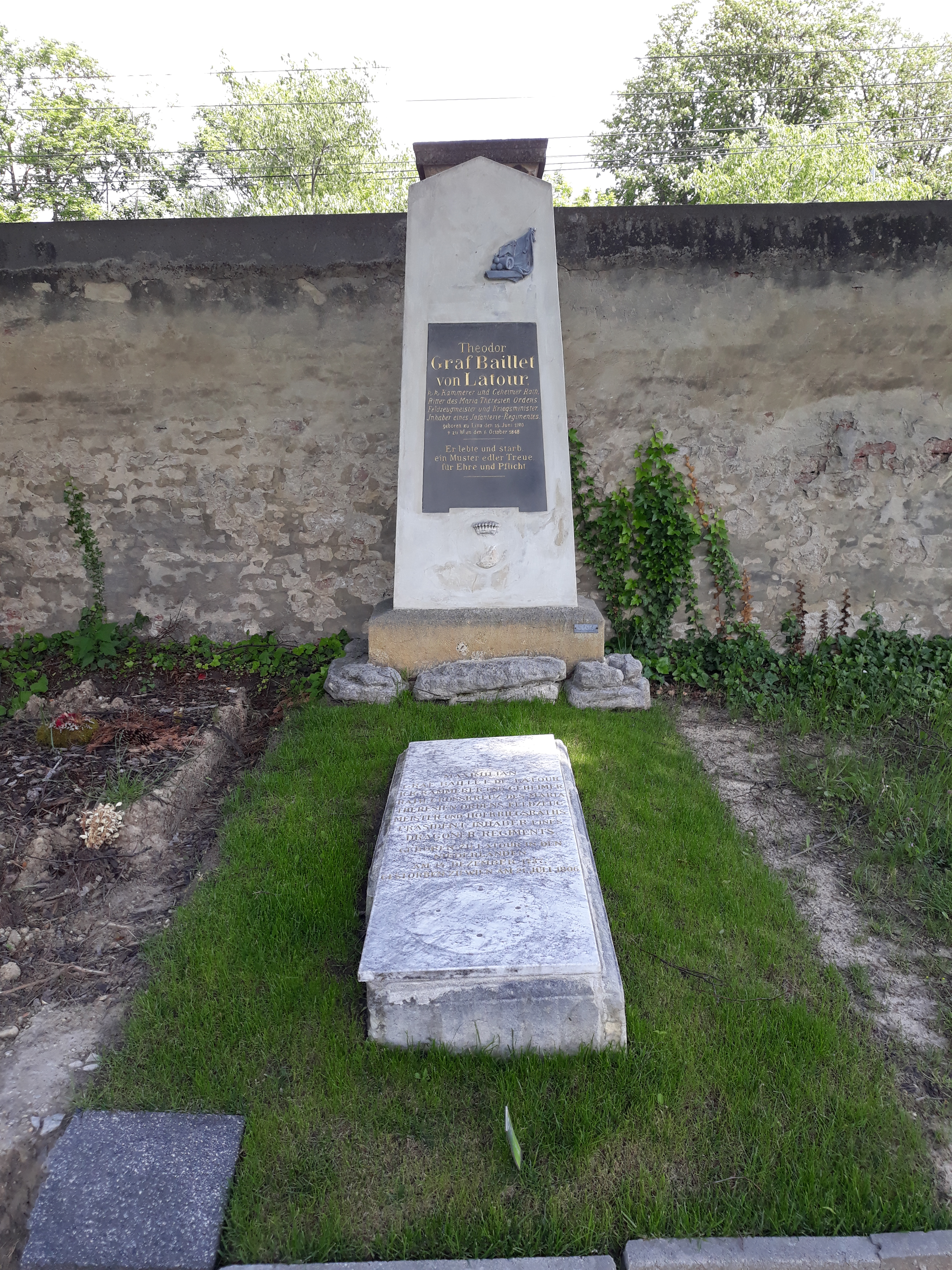
Das Grab von Graf Theodor Baillet de Latour (hinterer Grabstein) auf dem Zentralfriedhof Wien; von dem ursprünglichen Grab auf dem Friedhof Währing umgebettet

Graf Theodor Baillet de Latour (* 15. Juni 1780 in Linz; † 6. Oktober 1848 in Wien) war k. k. Geheimer Rat, Kämmerer, Offizier (Feldzeugmeister) und Kriegsminister.

## Leben

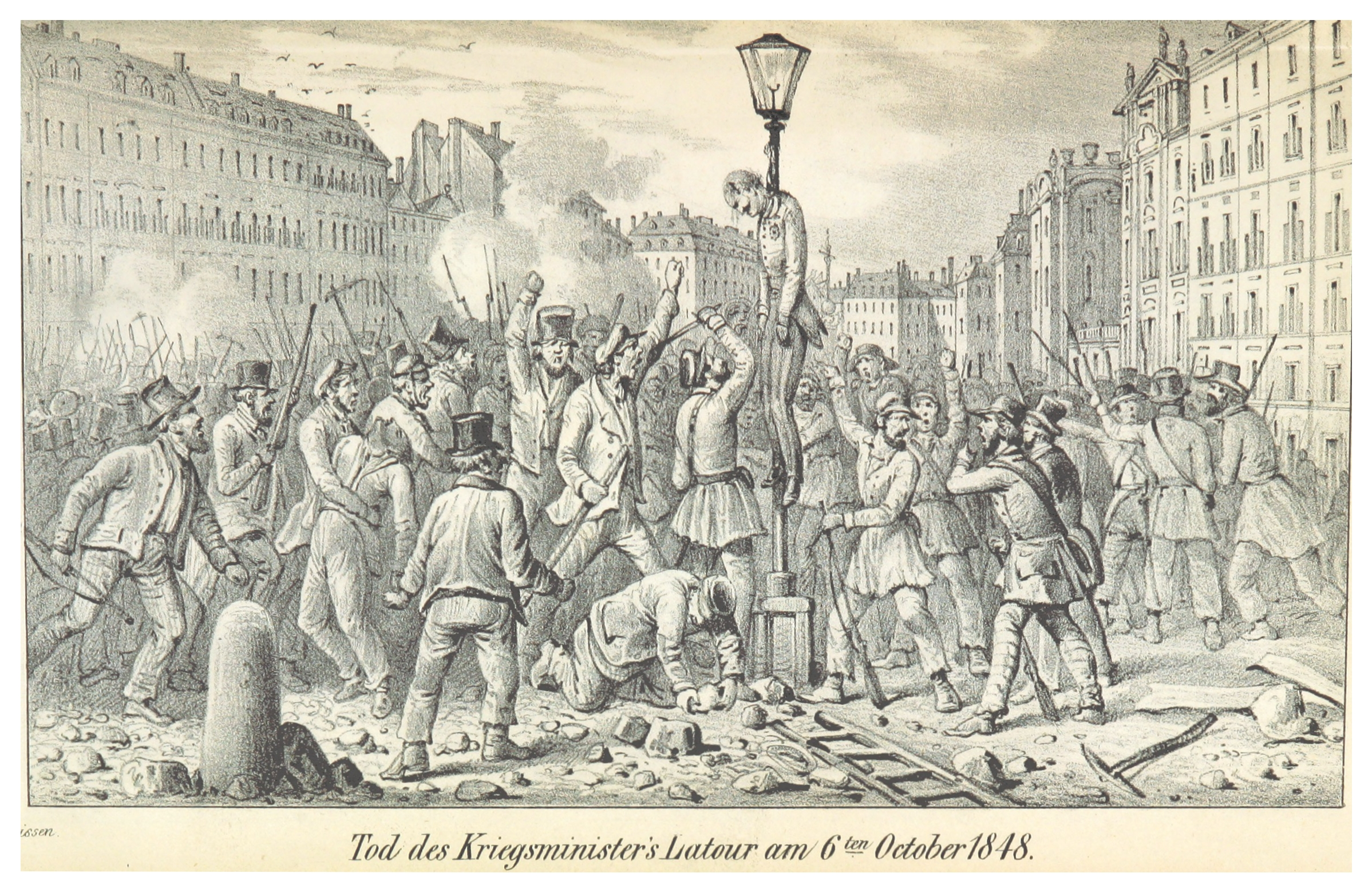
Die Leiche des gelynchten Kriegsministers wird an eine Laterne gehängt

Der Sohn des Generals der Kavallerie und Präsidenten des Hofkriegsrats Maximilian Graf Baillet von Latour (1737–1806) trat in seinem siebenten Lebensjahr in die Theresianische Militärakademie in Wiener Neustadt ein, wurde 1795 in die Wiener Ingenieur-Akademie übersetzt und beendigte daselbst seine militärische Erziehung, um sodann seine militärische Laufbahn in einem Ingenieurkorps zu beginnen, doch wurde er schon bald mit Generalstabsaufgaben betraut.
In den Kriegen bis 1815 fand der Graf vielfältige Beschäftigung, so zeichnete er sich in den Koalitionskriegen 1797 beim Fall von Kehl, 1800 in der Schlacht von Marengo und in Deutschland 1805 in der Schlacht von Ulm, wo er in Gefangenschaft geriet, aus. Wegen seines Mutes und seines taktischen Geschicks während der Schlacht bei Podubine 1812 wurde er mit dem Ritterkreuz des Maria Theresia-Ordens dekoriert. 1813 nahm er als Oberst und Kommandant des Infanterieregiments Nr. 12 im Generalstab von Feldmarschall Karl Philipp Fürst zu Schwarzenberg an den Schlachten von Dresden und Leipzig teil und wurde am 1. Jänner 1814 zum Generalmajor befördert. 1814/15 war er Generalstabschef der Armee des Kronprinzen Wilhelm von Württemberg. In den Friedensjahren nach dem Wiener Kongress hatte der Inhaber von Regimentern der Artillerie und der Infanterie zahlreiche militärische Führungsfunktionen – unter anderem in Linz, Olmütz und Prag – inne und wurde, nachdem er 1832 zum Feldmarschallleutnant und Inhaber des 28. Linien-Infanterie-Regiments befördert worden war, Vertreter des Erzherzogs Johann als Direktor des österreichischen Geniewesens in Wien.  1846 wurde er Feldzeugmeister. Seit April 1848, als entschiedener Verfechter der Konservativen, war er Kriegsminister in der konstitutionellen Regierung Österreichs.
Latour wollte 1848 die Truppenbewegungen des kroatischen Adligen und österreichischen Generals Joseph Jellačić unterstützen und diesem ein Wiener Bataillon schicken, das gegen die aufständischen Ungarn kämpfen sollte. Aufrührerische Teile der Wiener Bevölkerung versuchten dies zu verhindern und erstürmten das k.k. Kriegsministerium Am Hof, wobei Latour gelyncht und anschließend an einer Straßenlaterne aufgehängt wurde. Dieses Vorgehen wurde von den Aufständischen in der Wiener Oktober-Insurrektion insofern verallgemeinert, indem man das Wort „laternisieren“ erfand und es auf weitere Personen anzuwenden drohte.
Der Anschlag vom 6. Oktober führte zur Abreise des kaiserlichen Hofes aus Wien und markiert den Beginn des Wiener Oktober-Aufstands.

## Familie
Latour heiratete im Jahr 1816 die Gräfin Sophie Bourcier (* 15. Juli 1796; † 12. März 1889). Das Paar hatte einen Sohn:
- Karl Theodor (* 9. Oktober 1822; † 30. Januar 1899), Herr auf Hoszuszó, Kelmak (heute Chelmac) und Bellotintz (heute Belotinț, letztere heute Gemeinde Conop) im Banat, K. u. K. Kämmerer und Major a. D. ⚭ 1846 Gräfin Christine von Szápáry (* 23. Februar 1824; † 30. September 1908)[4]

Der k. u. k. Minister für Kultus und Unterricht Vincenz Baillet de Latour (1848–1913) (⚭ 1897 Johanna von Ettingshausen (* 30. März 1854)) ist sein Enkel.

## Wappen

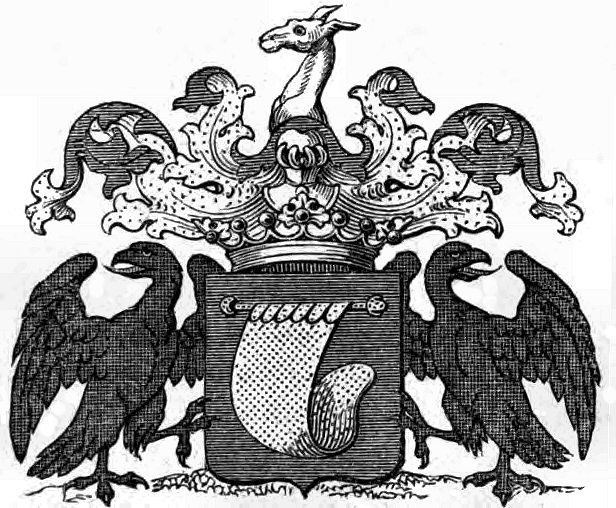
Wappen der Grafen Baillet de Latour 1715

1719: Im blauen Schilde ein goldenes schwellendes Segel, welches an einem querliegenden goldenen Stabe herabhängt. Auf der Grafenkrone erhebt sich ein Helm, aus welchem der rechtssehende Kopf eines Tieres mit dem Halse emporwächst. Die Helmdecken sind blau und golden, und den Schild halten zwei auswärtssehende schwarze Adler. So ergeben ältere Lackdrücke, welche mit Fahnen und zahlreichen Armaturen umgeben sind das Wappen, und so findet sich auch dasselbe, doch ohne Helmschmuck, im Wappenbuche der österreichischen Monarchie (Band IV, 48, Band XVIII des genannten Werkes gibt in Tab. 3 den Schild der Länge nach geteilt an). Rechts stehen in Silber drei (2 und 1) schwarze Mohnköpfe an langen, mit zwei grünen Blättern versehenen Stielen, links in Blau hängt von drei goldenen Ringen an goldenem Stabe ein goldenes schwellendes Segel herab. Den Schild deckt eine 7-perlige Marquisenkrone.
Das Genealogische Taschenbuch der gräflichen Häuser nimmt in Blau ein goldenes, schwellendes Segel an, welches an fünf goldenen Ringen von einem dergleichen querliegenden Stabe herabhängt.

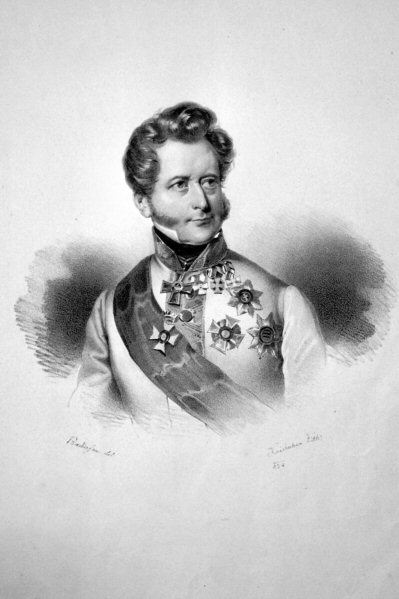
Graf Theodor Baillet de Latour 1834

## Trivia
Das Liedermacherduo Christoph & Lollo schrieb eine Moritat auf das Ableben von Theodor Baillet Graf von Latour, die die Vorgänge vom 6. Oktober 1848 behandelte.